# Каабу
Каабу (1537—1867) — держава на Заході Африки в Сенегамбії, що утворилася внаслідок ослаблення імперії Малі.

## Історія
На початку 1230-х років області, де мешкав народ мандінка, увійшли до складу імперії Малі. Усі племена були об'єднанні в область під керівництвом фааріми Каабу, якого призначав великий манса Малі. 1250 року до неї було доєднано підкорену державу Байнук.
З середини XV ст. встановлюються торгівельні контакти з португальцями. Водночас постійні повстання та боротьба за владу послаблюють Малі. Внаслідок цього фаріма Каабу стають все більш самостійними. Цьому сприяло утворення наприкінці XV ст. держави Велике Пулло. Подальше посилення останньої та успіхи сонгайської держави Гао призвели до того, що 1537 року фаріма Каабу Сама Колі повстав проти манси Махмуда III. Спроби приборкати виявилися невдалими, навпаки малійське військо зазнало поразки. Внаслідок цього було втрачено важливі області Касса і Баті (район Гамбії), через які здійснювалася торгівля з Португалією.
З кінця XVIII ст. починається ослаблення держави, викликане внутрішніми причинами, перш за все конфлікт між скотарями-фульбе і землеробами-мандінка. До цього додалося утворення у 1720-х роках імамату Фута-Джаллон, звідки почалися напади мусульман на землі Каабу. Це спричинило повстання племен фульбе, сонінке і мандінка, що прийняли іслам.
У 1865 році імамат Фута-Джаллон почав новий наступ проти Каабу. Альмамі Умару Сорі надав війська очільнику повсталих фульбе-мусульман Молло Бальде. 1867 року у битві біля столиці держави Кансала мансада Джанке Валі зазнав нищівної поразки, а столицю було захоплено. Колишні провінції уздовж атлантичного узбережжя та біля річки Гамбія здобули самостійність, визнавши зверхність Фута-Джаллону поки їх не захопили португальці і французи.

## Територія
Охоплювала значні області від річки Гамбії до плато Фута-Джаллон, на півдні кордони доходили до Атлантичного океану.

## Устрій
На чолі стояв мансаба («великий володар»), що мав вищу політичну та військову владу. Основними суспільними шарами були хорон (вільні особи), нхамала (ремісники і гріоти) і джони (раби). Знать була представлена військовим станом. З огляду на це важливою посадою була келетігі («очільник війни»), що мав би на випадок загибелі або смерті мансаби очолити державу.
Ключовими були клани Нантіо (вершники), Корінг (нащадки знаті з держави Байнук) і Мансарінг. Мансаба в управлінні спирався на Велику раду держави. Протягом історії Каабу почергово панували династії Сане й Мане (дві гілки нащадків Сама Колі) і Діола. що походили за жіночою лінією від засновника держави Сама Колі.
Найбільшими областями (мансаями) були Фірду, Баті, Камако, Джимара, Патім Кібо, Патім Канджає, Кантора, Сезіу, Пакане Мамбура, Кіанг, Кудура, Нампайо, Кумпентум, Куссанар, Барра, Ніумі, Пакана. На чолі мансаїв стояв фаріма, якого призначав мансаба. В кожному мансаї знаходилася 1 фортеця (тата).

## Військо
Армія Каабу зазвичай була більш ніж рівною для будь-якого зі своїх сусідів. У держави була сильна кавалерійська культура, успадкована від імперії Малі. Також з XVI ст. використовувалася вогнепальна зброя, куплена у європейських торговців, насамперед голландців та португальців. Разом з тим спис, меч, щит, лук і стріли так і не були повністю замінені.

## Економіка
Були розвинені землеробство, тваринництво, рибальство, видобування корисних копалин, насамперед золота. Важливу роль відігравала зовнішня торгівля, в якій з появою європейських факторій значну частку стала займати работоргівля. Також зовнішня торгівля була націлена не лишена з стосунки з європейськими факторіями. Купці, серед яких переважали малінка, торгували з державами Сіне, Салум, Волоф, доходили до Сахеля й меж Сахари. Водночас завдяки розвинених внутрішнім шляхам значний вплив мала внутрішня торгівля, де переважала сіль, залізо, спеції, сушена риба. Каурі служили валютою.

## Культура
Розвитку набула музична культура, де у піснях уславлювалися володарі та переказувалися історичні події. Відповідно до усної традиції мандінка саме в Каабу було винайдено музичний інструмент кора.
Значний є «Епос Келефа», в якому йдеться про загибель Каабу. В ній молодий вояк відгукується на заклик Демба Сонко, правителя ніумі, й виступає проти Джокаду, де гине. В ньому метафоричне оспівується війна проти Фута-Джаллону.